# Ликвидация московской общины свидетелей Иеговы
Запрет и ликвидация московской общины свидетелей Иеговы произошли 26 марта 2004 по решению Головинского районного суда Москвы в результате двух гражданских судебных процессов, длящихся в общей сложности с сентября 1998 года по март 2004 года. Несмотря на последующее решение ЕСПЧ о незаконности запрета организации, суд отказывался пересмотреть своё решение. Однако в июне 2015 года стало известно о возобновлении юридической регистрации московской местной религиозной организации свидетелей Иеговы.

## Предыстория
По информации адвоката московской общины свидетелей Иеговы Артура Леонтьева, община была создана в 1992 году, а 30 декабря 1993 года московское отделение свидетелей Иеговы в России было зарегистрировано управлением юстиции города Москвы в качестве юридического лица. В по данным ИА «Регнум», в 2004 году в Москве насчитывалось около 10 тысяч свидетелей Иеговы.
В 1995 году организация «Комитет по спасению молодёжи от тоталитарных сект», негосударственная некоммерческая организация, направила в Савёловскую межрайонную прокуратуру Москвы жалобу на организацию «Свидетели Иеговы». По утверждению организации, «Свидетели Иеговы» обременяют своих последователей непомерными взносами, значительно ухудшающими материальное положение их семей, а также разжигают ненависть к «традиционным» религиям. Кроме того, истцы утверждали, что после вступления в организацию свидетелей Иеговы их близкие замыкались в себе, наносили ущерб семейному бюджету и отказывались от переливания крови, что наносило вред их здоровью.
После отказа прокуратурой в возбуждении уголовного дела, комитет в 1996 году подал повторную жалобу на свидетелей Иеговы с указанием тех же самых доводов. Было возбуждено уголовное дело, однако производство по нему трижды прекращалось по причине отсутствия доказательств состава преступления. Несмотря на это организация продолжала подавать жалобы в прокуратуру Москвы и Генеральную прокуратуру РФ, каждый раз начиная новые разбирательства.
После того, как Комитет по спасению молодёжи в пятый раз подал в прокуратуру жалобу на свидетелей Иеговы, для проведения расследования был назначен другой следователь. В ходе проведённого в 1998 году расследования следователи пришли к выводу, что деятельность московской общины свидетелей Иеговы разжигает религиозную рознь, разрушает семьи и склоняет тяжелобольных людей к отказу от медицинской помощи по религиозным мотивам в связи с чем прокуратура направила в суд гражданский иск о запрете деятельности общины в соответствии со статьёй 14 «Закона о свободе совести».

## История судебных слушаний

### Первый судебный процесс
20 апреля 1998 года прокурор Северного административного округа Москвы обратился в суд с гражданским иском о запрете деятельности московской общины «Свидетелей Иеговы» и её ликвидации. Обоснованием к иску являлись обвинения в разжигании религиозной розни, принуждении к разрушению семьи, склонении к самоубийству и отказу от переливания крови и оказания медицинской помощи по религиозным мотивам, посягательстве на права и свободы граждан и вовлечении подростков и малолетних детей.
В конце сентября 1998 года в Головинском районном суде начались слушания по делу, однако в связи с неподготовленностью прокурора они были отложены до февраля 1999 года. В марте дело было вновь приостановлено, так как судья Е. И. Прохорычева по ходатайству прокурора назначила проведение дополнительной экспертизы богослужебной литературы и внутренних документов религиозной организации. На проведение экспертизы и составление заключения экспертной группе, состоящей из специалистов в области религиоведения, литературоведения, лингвистики, психологии и этнографии, понадобилось полтора года — до октября 2000 года.
Проведённая в 1998 году вице-президентом Независимой психиатрической ассоциации, врачом-психиатром высшей категории, доктором медицинских наук, профессором Каганом В. Е. медико-психологическая экспертиза 113 членов московской общины в возрасте от 18 до 35 лет, случайно отобранных по спискам, предоставленным самой организацией, позволила «отвергнуть предположение о деструктивном влиянии организации свидетелей Иеговы на структуру личности её членов», а также выявила «позитивное влияние пребывания в организации на внутриличностные установки, характеризующие социально значимые сферы личностных отношений и психологический баланс личности». В исследовании Каганом В. Е. отмечается, что использованная методика семантического дифференциала предоставила возможность «заглянуть в душу» и на глубоком уровне личности отследить индивидуальные установки, мотивирующие совершение поступков, а не декларирование взглядов.
Судебные заседания продолжились в феврале 2001 года, и 23 февраля суд постановил, что нет никаких оснований для ликвидации и запрета деятельности московской общины свидетелей Иеговы, так как обвинения прокуратуры в разжигании религиозной розни, разрушении семей, посягательстве на личность, права и свободы граждан, а также в склонении к самоубийству не были доказаны. Однако это решение было обжаловано в кассационном порядке в Московском городском суде, который 30 мая 2001 года отменил решение Головинского суда и направил дело на новое рассмотрение в тот же суд в новом составе.

### Второй судебный процесс
Новый процесс в Головинском суде начался 30 октября 2001 года под председательством судьи В. К. Дубинской. Суд назначил проведение новой психолого-лингвистической экспертизы литературы и вероучения свидетелей Иеговы, которая продлилась более двух лет — до 22 января 2004 года. Экспертиза была проведена специалистами кафедры психолингвистики РАН, которым предстояло ответить на вопрос, содержатся ли в литературе свидетелей Иеговы отрицательные эмоциональные оценки и негативные установки в отношении иных религиозных объединений, и специалистами ГНЦССП им. В. Н. Сербского, которые провели исследование возможных психических изменений, произошедших с членами общины свидетелей Иеговы после вступления ими в организацию. Кроме того, по инициативе ответчика было проведено дополнительное социологическое исследование московской общины свидетелей Иеговы. Однако отчёт исследования, подготовленный заведующим кафедры социологии и демографии семьи МГУ профессором А. И. Антоновым и доцентом кафедры В. М. Медковым, судом приобщён к делу не был, поскольку суд отнёсся к нему критически. Как указывается в судебном решении, для анкетирования использовались списки, представленные руководством общины, а сами анкеты заполнялись во время собраний. Также не изучалось мнение близких этих людей.
После нескольких заседаний 26 марта 2004 года суд вынес решение о запрете деятельности московской общины свидетелей Иеговы и её ликвидации, а также о взыскании с организации 102 тысяч рублей в федеральный бюджет на покрытие расходов по проведению двух экспертиз.
Свидетели Иеговы обжаловали решение Головинского суда в Московском городском суде, однако 16 июня 2004 года суд отказал в удовлетворении жалобы и оставил решение Головинского суда в силе. По словам адвоката свидетелей Иеговы, 25 августа 2004 года в администрацию президента России были переданы 315 тысяч подписей граждан России, обеспокоенных по поводу вынесенного решения.

## Значение судебного решения
Ликвидация московской общины свидетелей Иеговы как юридического лица означала запрет деятельности московских свидетелей Иеговы в качестве организации. Данное судебное решение, однако, не запрещало отдельным гражданам исповедовать религию свидетелей Иеговы.
По мнению российского исследователя современного религиозного сектантства Александра Дворкина, ликвидация религиозной организации не мешает свидетелям Иеговы продолжать свою деятельность в качестве религиозной группы, которой по закону регистрация не нужна. Запрет также не распространяется на организации из других регионов России, пока в отношении конкретно них не будет вынесено отдельного судебного приговора о ликвидации.

## Решение Европейского суда по правам человека и восстановление регистрации
10 июня 2010 года Европейский суд по правам человека в Страсбурге удовлетворил жалобу по делу «Религиозная община Свидетелей Иеговы в г. Москве», поданную ещё в октябре 2001 года, и вынес постановление, которым установил факт нарушения статей 6, 9 и 11 Европейской конвенции в решении российского суда о запрете деятельности общины «Свидетели Иеговы в Москве», обязав Россию выплатить свидетелям Иеговы 20 тысяч евро за моральный ущерб и 50 тысяч евро на возмещение судебных издержек.
В данном постановлении Европейский суд пришел к выводу, что «вмешательство в право Общины на свободу религии и объединений было необоснованным. Национальные суды не представили „относимых и достаточных“ оснований, свидетельствующих о том, что Община-заявитель принуждала к разрушению семьи, нарушала права и свободы своих членов и третьих лиц, склоняла своих последователей к самоубийству и отказу от оказания медицинской помощи, посягала на права родителей, не являющихся Свидетелями Иеговы, и их детей, а также побуждала своих членов к отказу от исполнения установленных законом обязанностей. Санкция, назначенная российскими судами, имела чрезвычайно суровый характер ввиду негибкости национального законодательства и не была соразмерна какой-либо преследуемой легитимной цели. Следовательно, имело место нарушение статьи 9 Европейской конвенции, взятой в совокупности со статьей 11 Европейской конвенции» (п. 160 Постановления).
9 сентября 2010 года Российская Федерация официально обжаловала постановление Европейского суда по правам человека и попросила передать дело в Большую палату Европейского суда. В декабре 2010 года стало известно, что Коллегия Большой палаты Европейского суда по правам человека отказалась удовлетворить заявление России о пересмотре решения по этому делу. Таким образом, было подтверждено решение ЕСПЧ о незаконности ликвидации московской общины Свидетелей Иеговы.
11 января 2011 года община свидетелей Иеговы из Москвы обратилась в Минюст России с просьбой перерегистрировать юридическое лицо, ликвидированное в 2004 году, в связи с решением ЕСПЧ об отказе в удовлетворении заявления России от 9 сентября 2010 о пересмотре решения по этому делу.
15 февраля 2011 года Головинский районный суд Москвы не принял решение ЕСПЧ и отказался удовлетворить поданный 11 января иск свидетелей Иеговы о пересмотре решения от 26 марта 2004 года о ликвидации общины. Однако в начале июня 2015 года спустя более десяти лет после запрета стало известно о возобновлении регистрации московской организации свидетелей Иеговы.

## Комментарии
По словам американского историка Зои Нокс, решение Головинского суда было одобрено представителями традиционных религий России. Нокс также высказала мнение, что «судебный процесс по существу был связан с различиями между свидетелями Иеговы и Русской православной церкви и не был связан с какими-либо преступлениями, которые предусмотрены статьёй 14 закона 1997 года».
Глава Центрального духовного управления мусульман России Талгат Таджуддин назвал ликвидацию московской общины свидетелей Иеговы «знаковым и позитивным событием». По его словам, «суд продемонстрировал реальную действенность российского законодательства», народы России «насытились чуждыми для российской ментальности идеологиями» и по всей стране «нужно через суды закрывать все нетрадиционные секты, в особенности подобные „Свидетелям“, радикальные и античеловечные».
Глава Федерации еврейских общин России Берл Лазар так прокомментировал решение суда: «к практике иеговистов в России есть серьёзные вопросы, например, совершенно недопустимо, чтобы служители веры вынуждали детей прекращать отношения с родителями, если те не состоят в той же религиозной общине. Это прямое нарушение заповеди Божьей „чти отца своего и мать свою“ […] Точно так же для нас выглядит совершенно невозможным требование, чтобы люди отказывались от медицинской помощи, если она требует переливания крови».
В подготовленном для информационно-аналитического центра «Сова» анализе религиовед Роман Лункин высказал мнение, что «никто не заступится, кроме правозащитников, общество одобрит травлю „сектантов“ и поверит в любые сумасшедшие выдумки про „иеговистов“ в масс-медиа.». Также он считает, что «Прокуратура, суды, православные активисты старательно формировали этот безумный образ „иеговистов“ в том самом Головинском районном суде в 2004 году, где ликвидировали объединение свидетелей Иеговы в Москве. Но безумием выглядело уже то, что прокуратура на полном серьёзе доказывала, что свидетели Иеговы считают себя истинной религией и за это подлежат запрету».